# Cartilage septal du nez
Le cartilage septal du nez (ou cartilage de la cloison nasale) est un des cartilages du nez qui participe à la formation de la partie antérieure de la cavité nasale. Il est impair.

## Description
Le cartilage nasal septal est un morceau plat et quadrilatère de cartilage hyalin qui sépare les deux cavités nasales l'une de l'autre.
Son bord postérieur forme le processus postérieur (ou processus sphénoïdal) du cartilage du septum nasal. Au dessus du processus, le bord postérieur s'articule avec la lame perpendiculaire de l'ethmoïde et en dessous du processus il s'articule avec le vomer.
Son bord antérieur et supérieur s'articule avec les os nasaux dans sa partie supérieure et s'attache via des tissus fibreux aux cartilages latéraux du nez et aux grands cartilages alaires.
Son bord inférieur s'articule avec les os maxillaires.
Il est recouvert d'une muqueuse interne.

## Aspect clinique
Le cartilage septal sépare les cavités nasales droite et gauche et donne l'orientation globale du nez.
Ce cartilage facilite la circulation d'air au niveau des cavités nasales.Une déviation trop importante du cartilage septal peut gêner le flux d'air vers et depuis les poumons. Ceci peut entraîner des problèmes respiratoires et d'oxygénation du sang. Une intervention chirurgicale peut corriger ce problème : la septoplastie.